# الخطوط الجوية الإيجية
الخطوط الجوية الإيجية (باليونانية: Αεροπορία Αιγαίου Α.Ε.)‏، pronounced ‎[aeropoˈria eˈʝeu]‏، الاسم الرسمي (باليونانية: Αεροπορία Αιγαίου Ανώνυμη Αεροπορική Εταιρεία)‏ هي شركة الطيران الرسمية اليونانية وأكبر شركة طيران يونانية من حيث العدد الإجمالي للمسافرين وعدد الوجهات وحجم الأسطول. الشركة عضو في تحالف ستار منذ يونيو 2010، وهي تدير خدمات مجدولة ومستأجرة من أثينا وثيسالونيكي إلى وجهات يونانية رئيسية أخرى بالإضافة إلى عدد من الوجهات الأوروبية والشرق أوسطية. محاورها الرئيسية هي مطار أثينا الدولي في أثينا ومطار سالونيك في سالونيك ومطار لارنكا الدولي في قبرص. يقع مكتبها الرئيسي في كيفيسيا، إحدى ضواحي أثينا.

## التاريخ
تأسست خطوط إيجة الجوية كطيران إيجه في عام 1987.  كانت في الأصل متخصصة بعملية طيران كبار شخصيات/الأعمال في خدمات الطيران الإسعافية والتنفيذية. في 17 شباط/ فبراير عام 1992، أصبحت أول شركة طيران حيث تم إصدارها برخصة تشغيل الطيران اليوناني المستقل.
 
وكانت أول الرحلات الجوية التجارية لشركة ايجه في آيار/ مايو عام 1999 من أثينا إلى هيراكليون ، كريت و تيسالونيكي مع اثنين من العلامات التجارية الجديدة المملوكة بالكامل لفضاء آفرو البريطاني RJ100 . وفي كانون الأول/ ديسمبر عام 1999 اشترت شركة ايجه أيضاً شركة الطيران اليونانية.  أ.
 
وفي 26 آيار/ مايو عام 2009، تمت الموافقة على طلب عضوية خطوط إيجة الجوية من قبل رئيس اللجنة التنفيذية لتحالف ستار. انضمت ايجه رسمياً للتحالف في 30 حزيران/ يونيو عام 2010.

## تطور الأعمال
نقلت شركة طيران إيجه 6.6 مليون مسافر في عام 2009 متجاوزة منافستها خطوط أولمبيك الجوية آنذاك (5.2 مليون مسافر) لأول مرة. تكبدت خسائر 2010-2012، وسط أزمة السياحة اليونانية الاقتصادية؛ انخفض عدد الركاب المنقولين إلى 6.1 مليون مسافر. عادت الأرباح في عام 2013، وزاد النمو في 2014 واستحوذت على الخطوط الجوية الأولمبية.
اتجاهات الأعمال الأخيرة للمجموعة موضحة أدناه (للسنة المنتهية في 31 ديسمبر؛ الأرقام من 2014 فصاعدًا تشمل الخطوط الجوية الأولمبية):
|                                     | 2007   | 2008   | 2009   | 2010   | 2011   | 2012   | 2013                        | 2014                     | 2015   | 2016   | 2017   | 2018   | 2019          | 2020          | 2021   | 2022   |
| ----------------------------------- | ------ | ------ | ------ | ------ | ------ | ------ | --------------------------- | ------------------------ | ------ | ------ | ------ | ------ | ------------- | ------------- | ------ | ------ |
| حجم الأعمال (مليون يورو)            | 482    | 611    | 622    | 591    | 668    | 653    | 682                         | 911                      | 983    | 1,020  | 1,127  | 1,187  | 1,308         | 415           | 675    | 1,336  |
| صافي الربح بعد الضريبة (مليون يورو) | 35.8   | 29.5   | 23.0   | −23.3  | −27.2  | −10.5  | 66.3                        | 80.4                     | 68.4   | 32.2   | 60.4   | 67.9   | 78.5          | −227.9        | 5.1    | 106,8  |
| عدد الموظفين                        | 1,923  | 2,142  | 2,463  | 1,949  | 1,615  | 1,347  | 1,459                       | 1,678                    | 2,344  | 2,334  | 2,493  | 2,703  | 2,924         | 2,699         | 2,445  |        |
| عدد الركاب (ميلون)                  | 5.2    | 6.0    | 6.6    | 6.2    | 6.5    | 6.1    | 6.9                         | 10.1                     | 11.6   | 12.5   | 13.2   | 13.9   | 15.0          | 5.2           | 7.2    | 12.5   |
| حمولة الركاب (%)                    | 70     | 70     | 65.8   | 68.1   | 68.9   | 74.3   | 79                          | 78.3                     | 76.9   | 77.4   | 83.2   | 83.9   | 84.8          | 67.4          | 65.5   | 79.8   |
| عدد الطائرات (في نهاية العام)       | 23     | 29     | 33     | 26     | 29     | 28     | 30                          | 50                       | 58     | 62     | 58     | 61     | 62            | 67            | 63     | 69     |
| المصادر                             | [ 16 ] | [ 17 ] | [ 18 ] | [ 19 ] | [ 20 ] | [ 21 ] | لا يشمل خطوط أولمبيك الجوية | يشمل خطوط أولمبيك الجوية | [ 23 ] | [ 24 ] | [ 25 ] | [ 26 ] | [ 27 ] [ 28 ] | [ 29 ] [ 30 ] | [ 31 ] | [ 32 ] |

## الوجهات
اعتبارًا من 24 أغسطس 2020، تطير شركة طيران إيجه إلى 91 وجهة، باستثناء رحلات الطيران العارضة والرحلات التي تشغلها شركة أوليمبيك إير التابعة لها.

### اتفاقية الرمز المشترك
لدى خطوط إيجة الجوية اتفاقية الرمز المشترك مع الشركات التالية:
- طيران البلطيق
- طيران كندا
- طيران صربيا
- الخطوط الجوية البلجيكية
- طيران بلغاريا
- مصر للطيران
- طيران الإمارات[35]
- الخطوط الجوية الإثيوبية
- الاتحاد للطيران
- خطوط هاينان الجوية[36]
- خطوط لوت الجوية البولندية
- لوفتهانزا
- الطيران العماني
- الخطوط الجوية الإسكندنافية
- خطوط إس سفن
- الخطوط الجوية السنغافورية
- الخطوط الجوية الدولية السويسرية
- تاب برتغال
- تاروم
- الخطوط الجوية التركية
- فولوتيا[37]

بالإضافة إلى ذلك، لدى شركة طيران إيجه اتفاقية تجارية مع ترينيتاليا.

## الأسطول

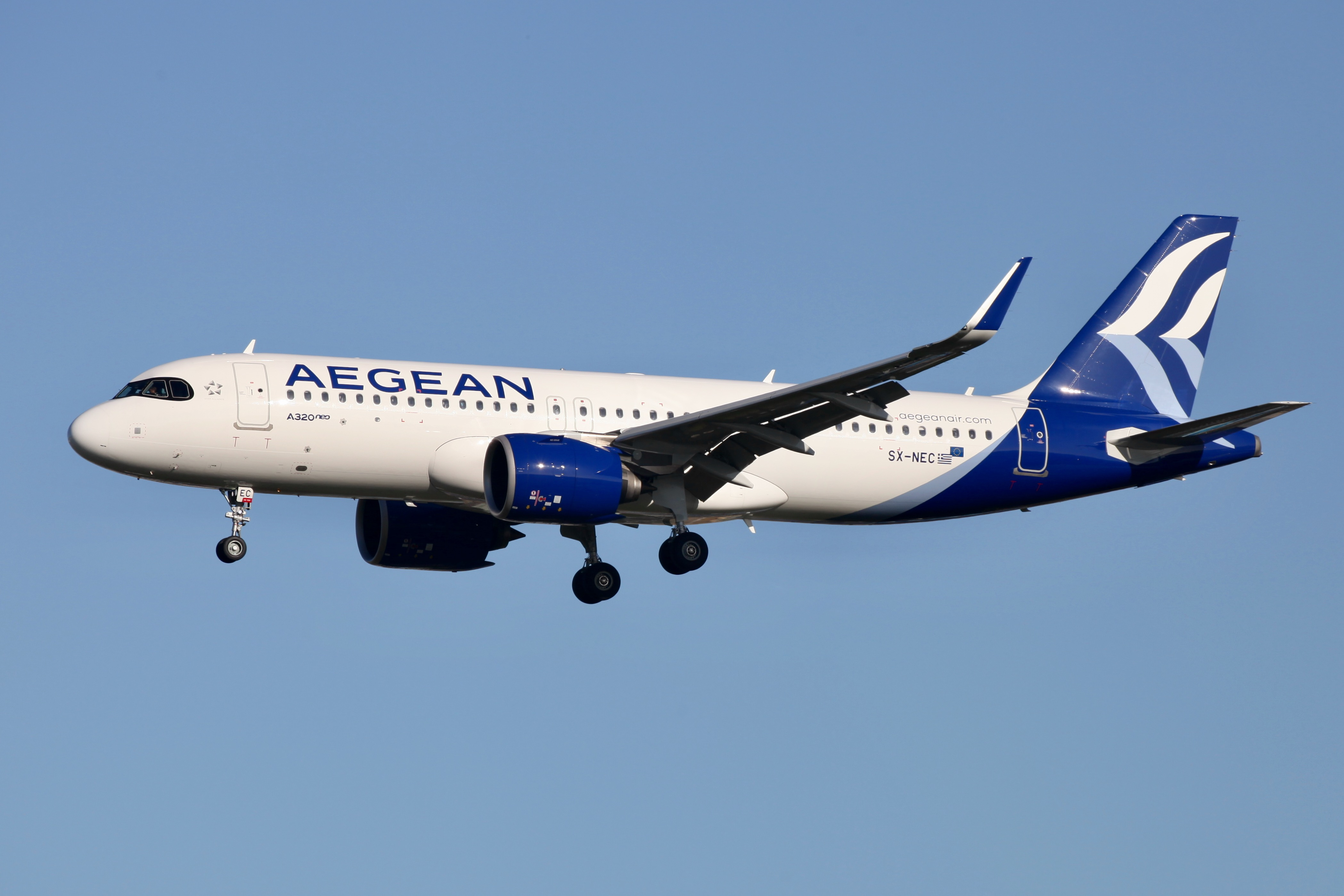
طائرة إيرباص إيه 320 نيو بالكسوة الجديدة

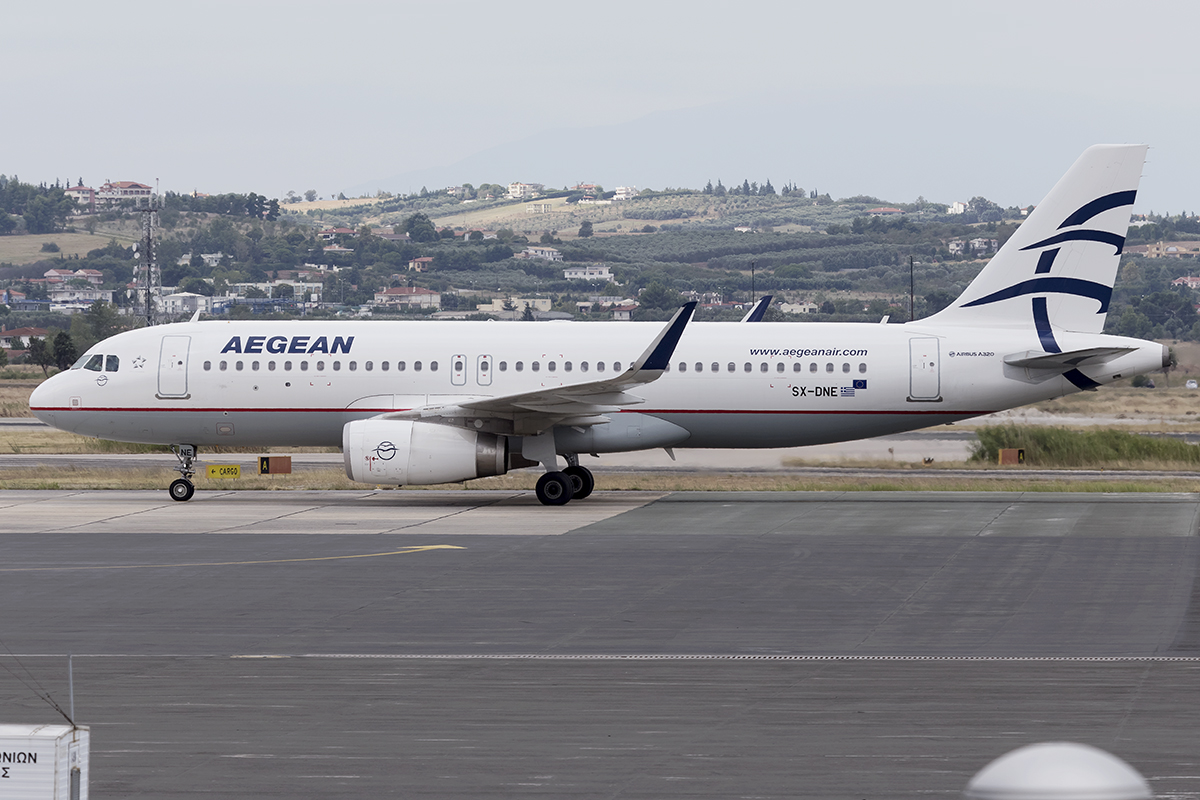
طائرة إيرباص إيه 321 مع أجهزة طرف الجناح

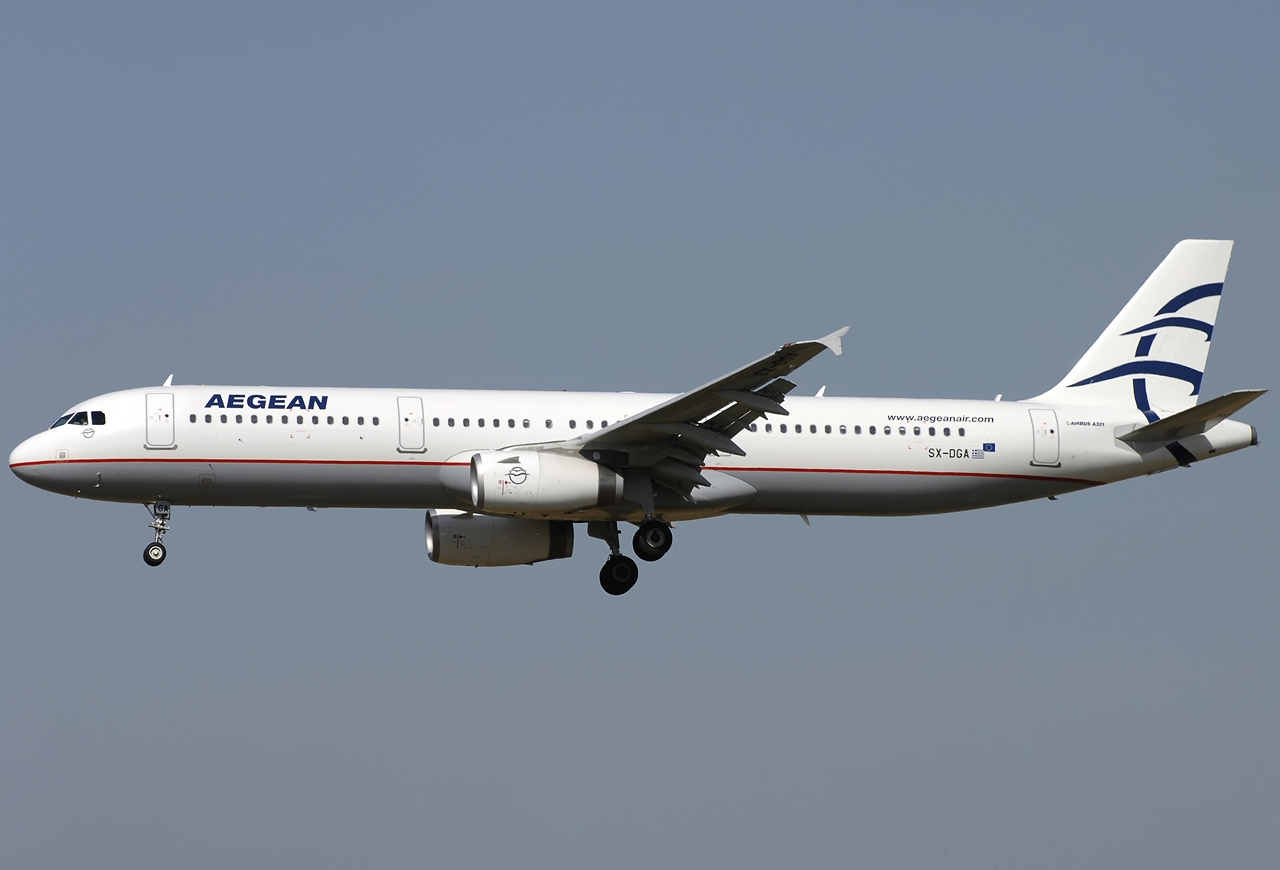
طائرة إيرباص إيه 321 تابعة للشركة

### الأسطول الحالي
اعتبارًا من مارس 2023، تشغل شركة طيران إيجه أسطولًا بالكامل من طائرات إيرباص، يتألف من الطائرات التالية:
| الطائرة            | في الخدمة | مطلوبة | الركاب | ملاحظات               | مراجع                |
| ------------------ | --------- | ------ | ------ | --------------------- | -------------------- |
| إيرباص إيه 319     | 1         | —      | 144    |                       | [ 42 ]               |
| إيرباص إيه 320     | 27        | —      | 174    |                       | [ 43 ]               |
| إيرباص إيه 321     | 6         | —      | 206    |                       | [ 44 ]               |
| إيرباص إيه 320 نيو | 9         | 25     | 180    | التسليم حتى عام 2026. | [ 46 ] [ 47 ] [ 48 ] |
| إيرباص إيه 321 نيو | 12        | 25     | 220    | التسليم حتى عام 2026. | [ 47 ] [ 49 ] [ 50 ] |
| المجموع            | 55        | 25     |        |                       |                      |

بالإضافة إلى الطائرات أعلاه، تشغل شركة طيران إيجه أيضًا طائرة Learjet 60. تشتخدم الطائرة لنقل خدمات كبار الشخصيات في الرحلات الغير مجدولة.

### الأسطول التاريخي
قامت شركة طيران إيجه سابقًا بتشغيل الطائرات التالية:
- إيه تي آر 72-200
- إيه تي آر 72-500
- بوينغ 737 كلاسيك-300
- بوينغ 737 كلاسيك-400
- بريتش ايروسبيس 146